# Annopol (Warszawa)
Annopol – osiedle w północno-wschodniej części Warszawy, w dzielnicy Białołęka.

## Opis

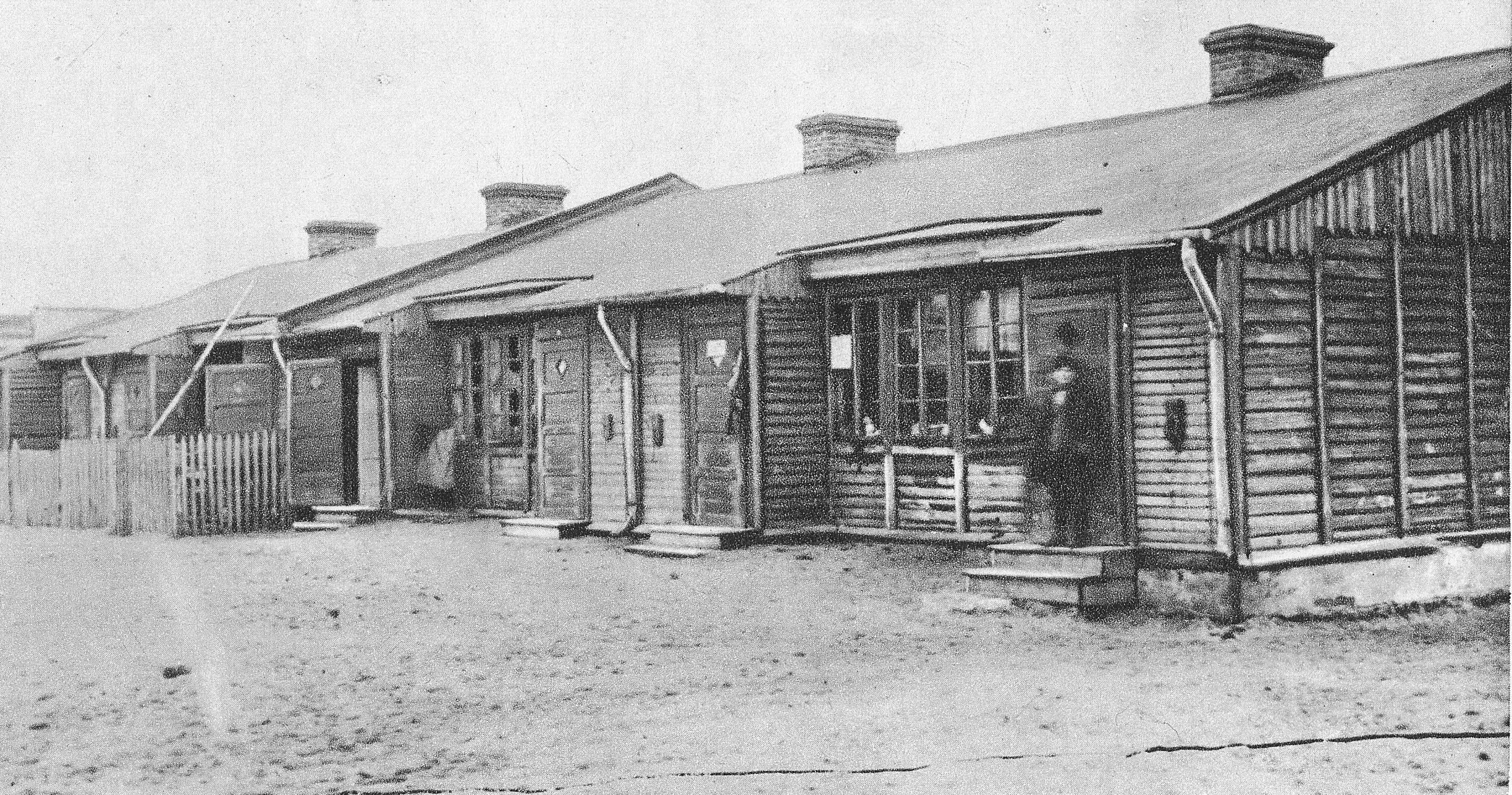
Baraki na Annopolu przed II wojną światową

Sąsiaduje z osiedlami Żerań Wschodni i Aleksandrów. Mieszkańcom Warszawy nazwa Annopol znana jest m.in. z tablic informacyjnych tramwajów. Na Annopolu znajduje się pętla tramwajowa o tej samej nazwie i zatrzymuje się tu kilka linii warszawskich tramwajów.
Na terenie folwarku Marywil w 2 poł. XIX wieku wzniesiono tu fort XIV Twierdzy Warszawa, znany jako fort Marywil lub Pelcowizna. Zadaniem tego fortu była m.in. osłona trasy Kolei Nadwiślańskiej. Rozkazem o likwidacji Twierdzy Warszawa z dnia 31 stycznia 1909 roku dzieło to przeznaczone zostało do kasacji i latem 1913 roku zniszczone, jako jeden z nielicznych obiektów Twierdzy całkowicie.
W 1919 na terenie na północ od fortu przystąpiono do budowy Kanału Obwodowego, dokończonego po II wojnie światowej pod nazwą Kanał Żerański. Przy rozbiórce resztek fortu zatrudniano głównie bezrobotnych, co stanowiło dla nich często jedyne źródło utrzymania.
Na terenie pofortecznym należącym do Skarbu Państwa ulokowano osiedle dla bezrobotnych i bezdomnych o nazwie Annopol. Był to największy tego typu obiekt w Warszawie. Początki osiedla to rok 1927, było ono rozbudowywane do 1933 r. W 41 barakach o różnej konstrukcji osiedlono 810 rodzin, razem 3329 osób. Na terenie kolonii znajdował się wodociąg, kilka latarni gazowych, powstał tu także drewniany kościółek św. Marii Magdaleny. W jednym z 16 murowanych baraków znajdowało się 20 mieszkań jednoizbowych o powierzchni 17,25 m kwadratowych i o sionce o powierzchni 1,02 m kw każde. Środek osiedla stanowił plac Annopolski, a jedną z głównych ulic była Inowłodzka. W 1938 w 113 barakach mieszkało ok. 11–12 tys. ludzi. W 1944 osiedle częściowo uległo zniszczeniu w czasie walk o Pragę, rozebrane w latach 50. XX wieku, choć ostatnie baraki rozebrano dopiero w 1968 w czasie budowy osiedla na Bródnie.
W 1938 wraz z innymi wsiami Annopol został włączony do Warszawy, jako część dzielnicy Praga-Północ. Po wojnie zlokalizowano tutaj przemysł – działała tu m.in. Okręgowe Przedsiębiorstwo Przemysłu Mięsnego na Żeraniu (Zakłady Mięsne Annopol), Warszawskie Przedsiębiorstwo Budowy Mostów i Warszawska Fabryka Pomp. Współcześnie znajdują się tam kompleksy magazynowo-biurowe Żerań Park i Żerań Park II. W 2024 spółka Tramwaje Warszawskie uruchomiła na Annopolu swoją piątą zajezdnię tramwajową.